# Michael Staun
Michael Staun er en dansk guitarist og bassist født i Aalborg 1975. Han er uddannet på musikkonservatoriet, og er blandt andet også kendt for at spille på banjo, han har udgivet cd'erne Ryespassage og Michael Staun Live, dvden Michael Staun, samt singlen Det koster 40 som  var i rotation på p4. Han har optrådt på tv ved flere lejligheder, blandt andet i varieteshow på TV 2 Charlie, med Hans Otto Bisgaard, og var 2010 opvarmer på Amin Jensens show,  "Fyrre Fit og Fattig". Han har undervist i guitar, bas trommer, sammenspil med mere, og har blandt andet undervist på Slagelse musikskole, Sejlflod musikskole, og frederiksberg ungdomsskole.